# Jacopo Mosca
Jacopo Mosca (Savigliano, 29 de agosto de 1993) es un ciclista italiano. Debutó en 2016 con el equipo Trek-Segafredo siendo stagiaire y desde agosto de 2019 forma parte de dicho equipo.

## Palmarés
2017
- Tour de Hainan, más 1 etapa

2018
- 1 etapa del Tour de China I[1]

## Resultados en Grandes Vueltas
| Carrera | Carrera         | 2017 | 2018 | 2019 | 2020 | 2021 | 2022  | 2023 | 2024 | 2025  |
| ------- | --------------- | ---- | ---- | ---- | ---- | ---- | ----- | ---- | ---- | ----- |
|         | Giro de Italia  | —    | 98.º | —    | 31.º | 52.º | 103.º | —    | —    | 126.º |
|         | Tour de Francia | —    | —    | —    | —    | —    | —     | —    | —    | —     |
|         | Vuelta a España | —    | —    | 85.º | —    | —    | —     | 92.º | —    | —     |

—: no participa

Ab.: abandono

## Equipos
- Trek-Segafredo stagiaire (08.2016-12.2016)
- Wilier Selle Italia (2017-2018)
- D'Amico-UM Tools (01.2019-07.2019)
- Trek[2] (08.2019-)
  - Trek-Segafredo (2019-2023)
  - Lidl-Trek (2023-)